# David Llewellyn
David Llewellyn (18 november 1951) is een golfprofessional uit Wales.
In 1971 is David Llewellyn rookie op de Europese PGA Tour, en aan het einde van het jaar staat hij op de 39ste plaats van de Order of Merit en wordt de Sir Henry Cotton Rookie of the Year.
Nadat hij enkele jaren clubprofessional is geweest, komt hij terug op de Tour. 
In 1987 wint hij met Ian Woosnam de World Cup, waarbij ze de Schotten Sandy Lyle en Sam Torrance in de finale verslaan. 
In 1988 wint hij het AGF Open in Biarritz. Hij speelt nog enkele jaren op de Tour, wint niets meer en wordt in 2002 bondscoach van de Welsh Golfing Union, wat hij tot 2007 blijft. Hij is ook manager van de Northop Country Park Golf Club.

## Gewonnen
Sunshine Tour
- 1972: Kenya Open
- 1988: Zambia Open

Challenge Tour
- 1987: Vernon's tournament in Merseyside (voorloper van de Challenge Tour)
- 1991: Open de Côte d'Ivoire

Europese Tour
- 1988: AGF Open

Elders
- 1969: Warwickshire Assistants Championship, Warwickshire Assistants Matchplay
- 1970: Midland Professional Championship

- 1985: Ivory Coast Open, Welsh Professional Championship
- 1987: Vernons Open
- 1989: Motorola Classic
- 1994: Cheshire and North Wales Open

## Teams
- World Cup (namens Wales): 1974, 1985, 1987 (winnaars), 1988
- Double Diamond International: 1975, 1976, 1977, 1978
- Hennessey Cup: 1984, 1985
- Phillip Morris International: 1984
- Alfred Dunhill Cup (namens Wales): 1985, 1988, 1989